# Casino de Monte Gordo

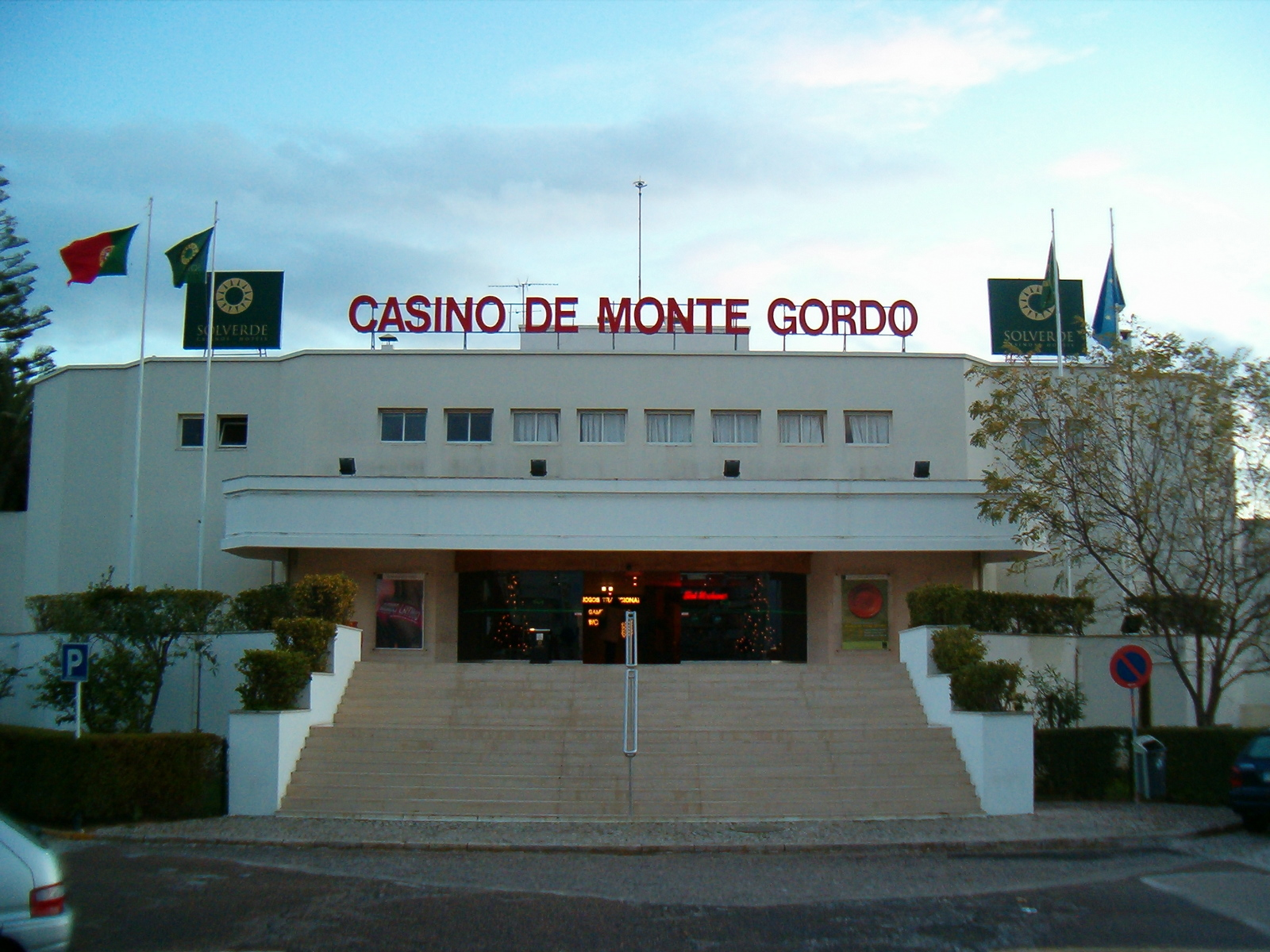
Eingang zum Casino

Das Casino de Monte Gordo ist eine Spielbank in der portugiesischen Küstenstadt Monte Gordo. Es gehört heute mit vier weiteren portugiesischen Casinos zur 1972 gegründeten Unternehmensgruppe Grupo Solverde.
Das Gebäude wurde 1934 an der Strandpromenade Avenida Infante Dom Henrique errichtet. Sein Bau ersetzte das schlichte Casino Peninsular, das sich wenige Gehminuten vom Standort des heutigen Casinos befand. Seither wurde es mehrfach umgebaut.
Der 200 Zuschauer fassende Ocean Room dient als Veranstaltungsort für Showveranstaltungen.
Das Casino steht seit seinem Eintrag in die portugiesische Denkmalliste SIPA 2009 unter Denkmalschutz.

## Quelle
- Instituto da Habitação e da Reabilitação Urbana, Nº IPA PT050816030037
- Die Casino-Webseite bei Solverde
- Eintrag des Casino de Monte Gordo in die portugiesische Denkmalliste SIPA